# Pseudotolna
Pseudotolna là một chi bướm đêm thuộc họ Erebidae.